# Heurodes fratrellus
Heurodes fratrellus är en spindelart som först beskrevs av Chamberlin 1924.  Heurodes fratrellus ingår i släktet Heurodes och familjen hjulspindlar. Inga underarter finns listade i Catalogue of Life.